# Superzwaar zwart gat

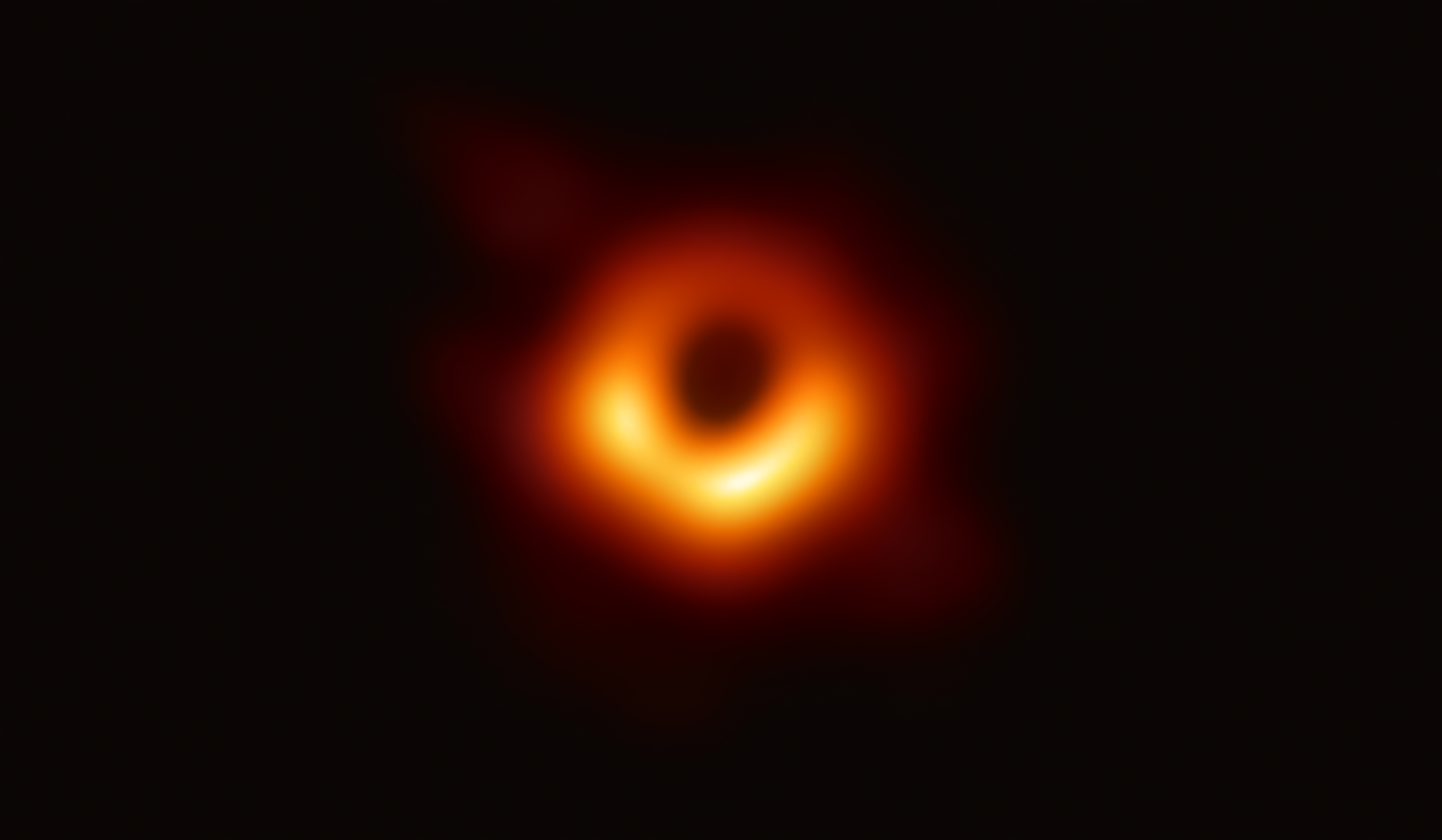
Afbeelding van het superzware zwarte gat in de kern van het gigantische elliptisch sterrenstelsel
Messier 87 in het sterrenbeeld Maagd. De geschatte massa is zo'n 7 miljard zonsmassa. Het is het eerste zwarte gat dat met een directe observatie (golflengte 1,3 mm), door de Event Horizon Telescope (EHT), is waargenomen, gepubliceerd op 10 april 2019. De buitenste ring heeft een diameter van ongeveer 700 AE, wat tien keer groter is dan de omloopbaan van Neptunus om de zon. De schijnbare diameter vanaf de aarde is 42±3 μas.

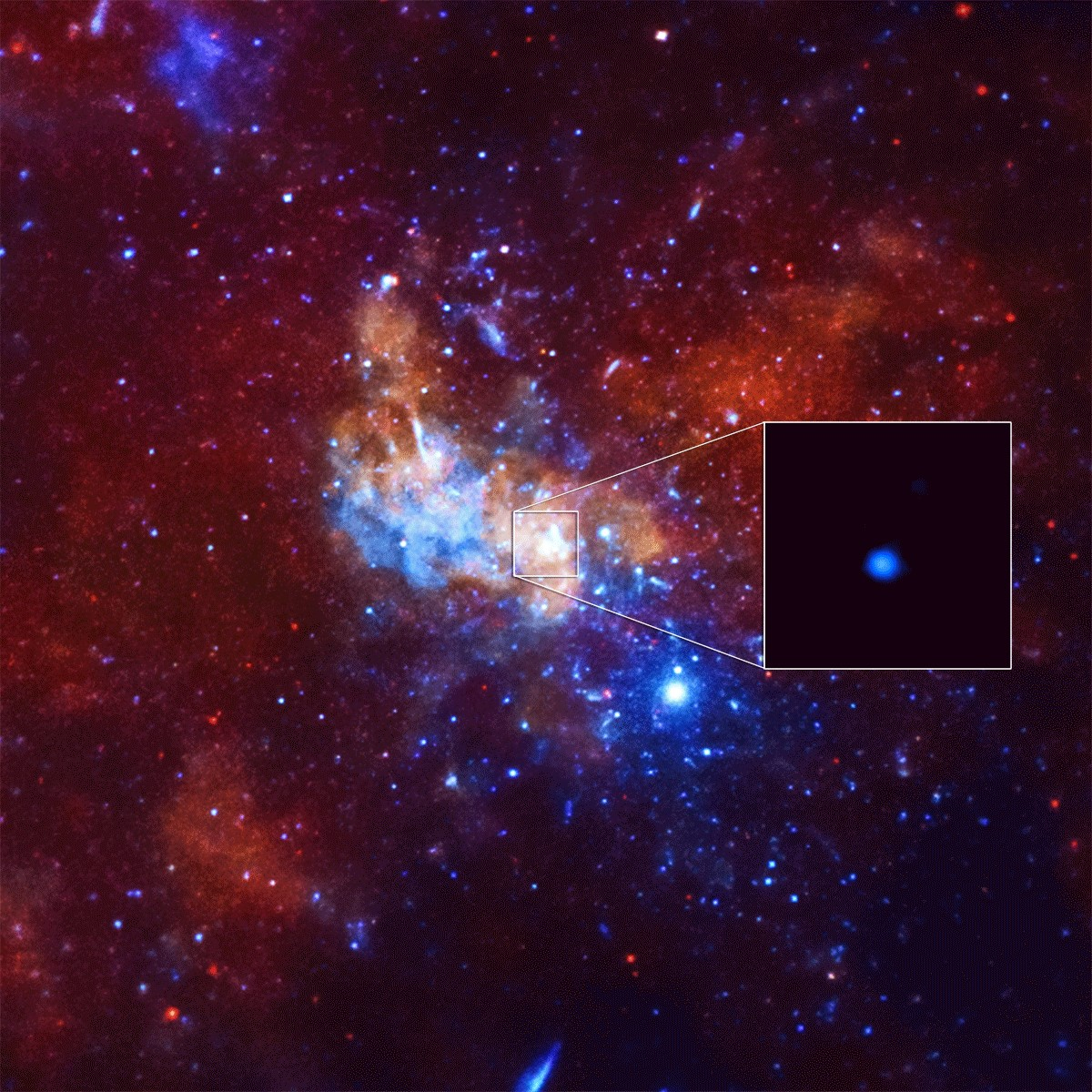
Superzwaar zwart gat in de Melkweg

Een superzwaar zwart gat is het grootste soort zwart gat, met een massa in de orde van grootte van honderdduizenden tot miljarden maal de zonsmassa (symbool M☉). Zwarte gaten zijn een type astronomisch object waarin een zwaartekrachtimplosie heeft plaatsgevonden, waarna er een sferoïde gebied van ruimte overblijft waaraan niets kan ontsnappen, zelfs geen licht. Uit onderzoek is gebleken dat bijna alle grote sterrenstelsels een superzwaar zwart gat in het centrum hebben. In de Melkweg ligt in het centrum een superzwaar zwart gat, dat overeenkomt met de locatie van Sagittarius A*. Het verantwoordelijke proces voor de energieproductie van het quasarfenomeen en andere typen actieve sterrenstelsels is accretie van interstellaire gassen op superzware zwarte gaten.

## Omschrijving
Superzware gaten hebben bijzondere eigenschappen ten opzichte van zwarte gaten met een lagere massa. Alle zwarte gaten hebben een waarnemingshorizon waarbinnen het licht niet kan ontsnappen. Er bestaat geen zekerheid betreffende de aard van de interne structuur ervan, wel zijn er pogingen gedaan eigenschappen te benaderen. Bijvoorbeeld kan de gemiddelde dichtheid (zoals gedefinieerd wanneer men de massa van het zwarte gat deelt door het volume van de schwarzschildradius) minder zijn dan die van water. Volgens deze theorie is de schwarzschildradius direct evenredig tot de massa. Bovendien zou het getijdenveld in nabijheid van de waarnemingshorizon dan veel zwakker moeten zijn voor superzware zwarte gaten dan voor kleinere. Men veronderstelt dan dat de grote krachten diep in de kern van het zwarte gat liggen. Kerrmetriek is een theorie die dieper ingaat op de interne structuur van zwarte gaten. Het is een oplossing voor de einsteinvergelijkingen, behorend bij de ongelooflijke zwaartekracht van dit extreme hemellichaam.

## Onderzoekshistorie
Het verhaal van de ontdekking van het superzware zwarte gat begon met een onderzoeksstudie van Maarten Schmidt naar de radiobron 3C 273 in 1963. Men dacht een ster te onderzoeken maar het spectrum bleek niet te kloppen. Men identificeerde waterstofemissielijnen die een roodverschuiving hebben, waaruit bleek dat de bron zich van de aarde af bewoog. De wet van Hubble-Lemaître bewees dat het object zich een aantal miljard lichtjaar van de aarde bevond, waardoor de energie van de emissie gelijk moest zijn aan dat van honderden sterrenstelsels tegelijk. De variabiliteit van het licht van de bron die werd waargenomen suggereerde dat het object een diameter had van een parsec of minder. Ze noemden het object een quasi-stellair object, oftewel quasar. In 1964 had men vier van zulke bronnen geïdentificeerd.
In 1963 postuleerden Fred Hoyle en William Fowler het bestaan van waterstof fuserende, supermassieve sterren als verklaring voor de compacte dimensies en hoge energie-uitstoot waarden van quasars. Deze zouden dan een massa bezitten van 105 – 109 M☉. Hier stelde Richard Feynman tegenover dat sterren boven een bepaalde massa onstabiel moesten zijn en zouden imploderen tot zwart gat, tenminste, als ze niet roteren. Fowler stelde toen voor dat deze sterren een serie van im- en explosies zouden ondergaan als verklaring voor de waargenomen energieproductie. Wetenschappers Appenzeller en Fricke (1972) hebben toen voorspellingsmodellen gemaakt voor deze theorie maar kwamen tot de conclusie dat zo'n stersoort toch zou moeten imploderen tot zwart gat.
Arthur Wolfe en Geoffrey Burbidge onthulden in 1970 dat de grote spreiding in de snelheid van sterren in de centra van elliptische sterrenstelsels alleen konden worden verklaard met de aanwezigheid van een hoge massaconcentratie, hoger dan de aanwezige sterren konden verklaren. In 1978 werd dynamisch bewijs gevonden voor een enorm, duister object in het centrum van stelsel Messier 87. In 1984 werd soortgelijk bewijs vastgesteld voor het Andromedastelsel en in 1988 voor de Sombreronevel.
De in 1990 gelanceerde ruimtetelescoop Hubble verschafte de benodigde resolutie voor een betere studie naar de kernen van sterrenstelsels. In 1994 bestudeerde men de kern van Messier 87 en vonden overtuigend bewijs voor een centraal superzwaar zwart gat. In 1995 deed men observaties met de Very Long Baseline Array van Messier 106 en ook daar bleek een zwaartekrachtbron aanwezig te zijn in de kern die zo sterk en compact was dat het wel een superzwaar gat moest zijn. Een zwerm van kleine zwarte gaten bleek niet mogelijk omdat deze te dicht op elkaar zouden moeten staan en zouden botsen en samensmelten.

## Vormingsproces

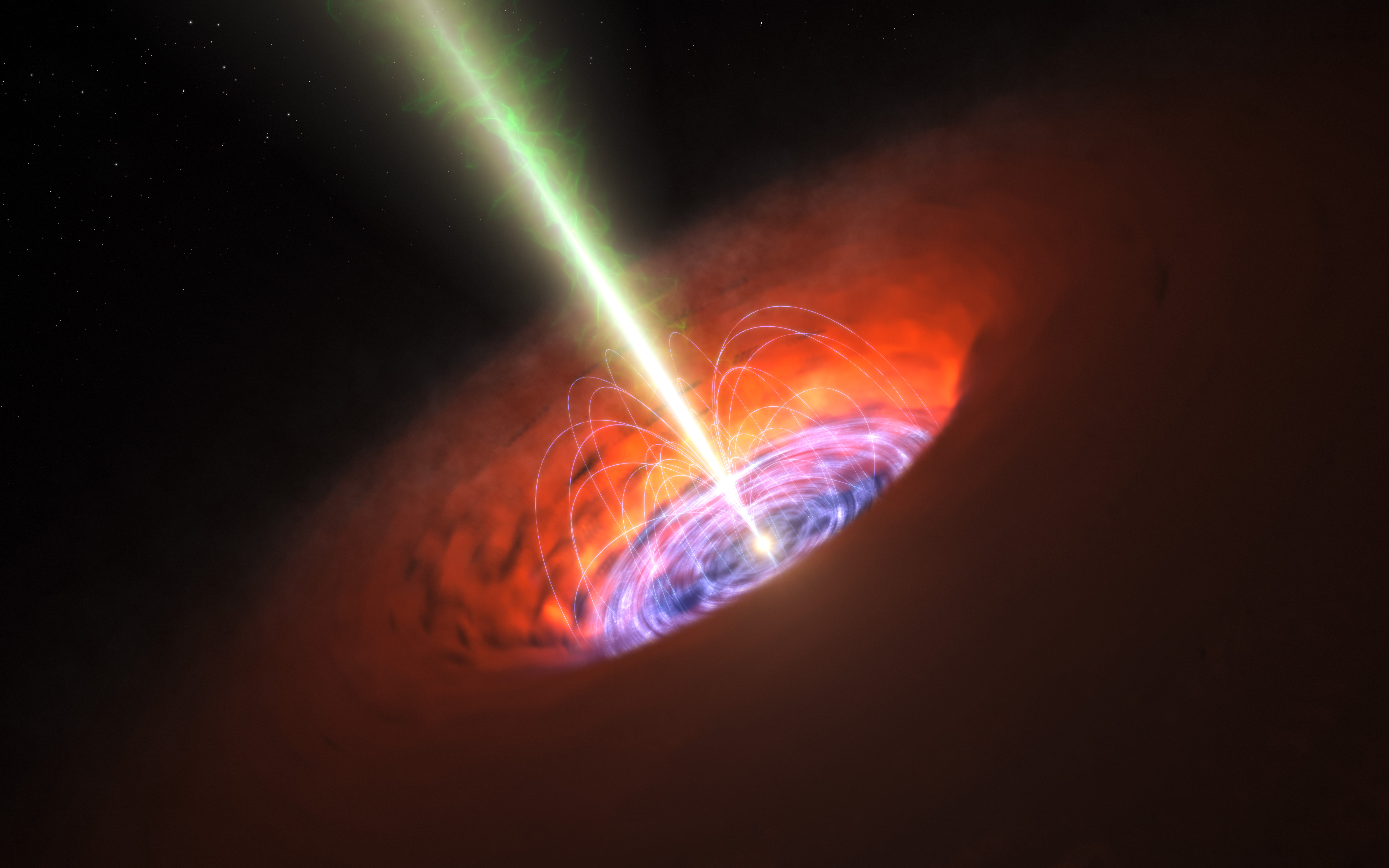
Een artistieke impressie van een superzwaar zwart gat, omringd door een accretieschijf dat een relativistische jet produceert.

De oorsprong van een superzwaar zwart gat blijft tot op de dag van vandaag een vraagstuk. Astrofysici zijn het erover eens dat wanneer een zwart gat eenmaal op zijn plek is in het centrum van een sterrenstelsel, het kan groeien door accretie van materie en door het samensmelten met andere zwarte gaten. Er zijn verschillende hypotheses over de mechanismen en startmassa's die leiden tot de formatie van een superzwaar zwart gat.
Een van die hypotheses is dat de massa van voorlopers van zwarte gaten tientallen of wellicht honderdtallen zonsmassa's zijn, achtergelaten door de explosies van massieve sterren en dat ze groeien door de accretie van materie. Een andere hypothese is, dat voordat de allereerste sterren vormden, grote gaswolken in elkaar konden storten tot een "quasi-ster", welk op haar beurt dan weer zou imploderen tot een zwart gat van rond de 20 M☉. Deze sterren zouden gevormd kunnen zijn door een kring van donkere materie die enorme hoeveelheden gas zouden kunnen verwerken, om deze gigantische sterren te produceren. Dit vond dan allemaal plaats vlak na de oerknal.

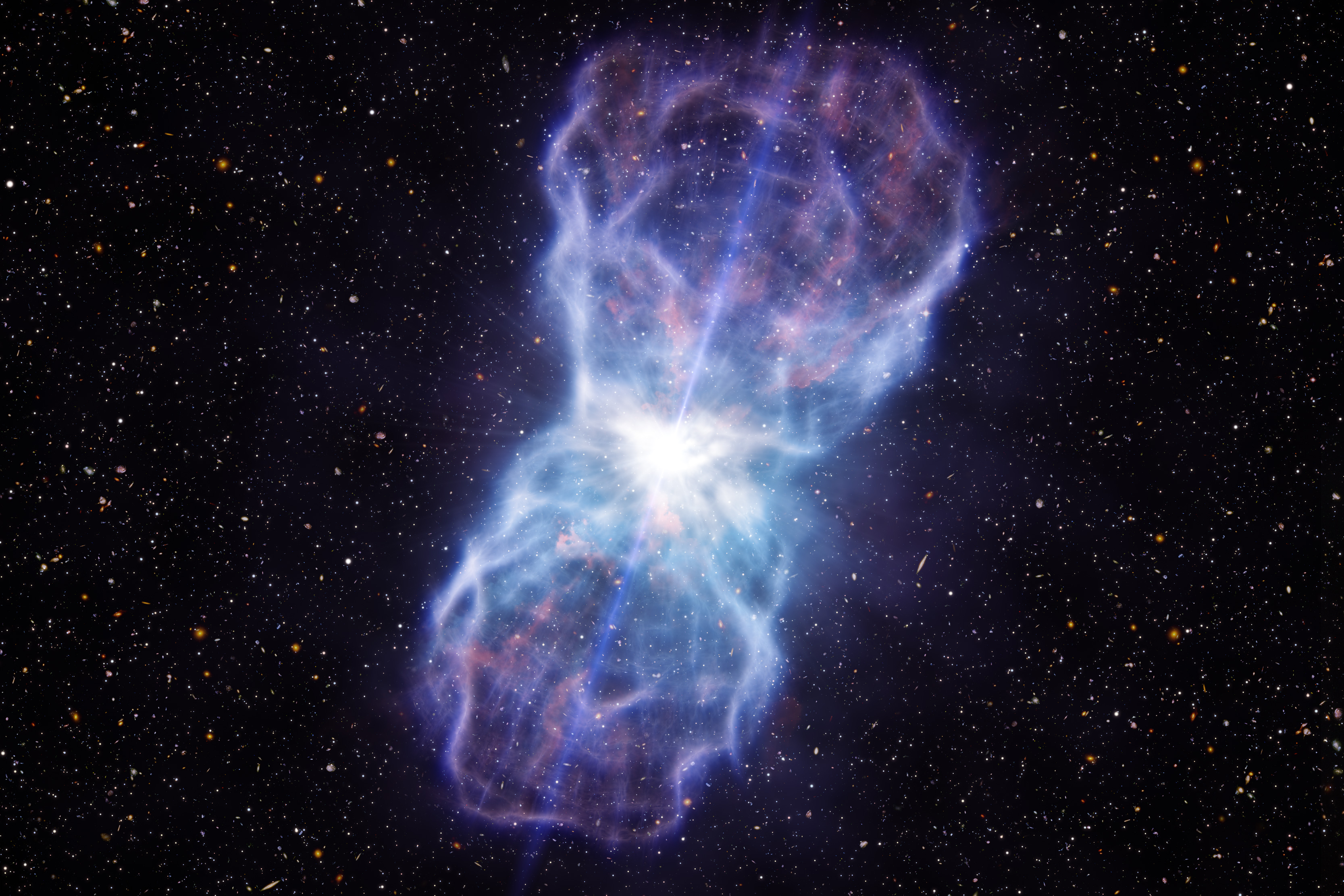
Artistieke impressie van de gigantische uitvloeiingen van quasar SDSS J1106+1939.

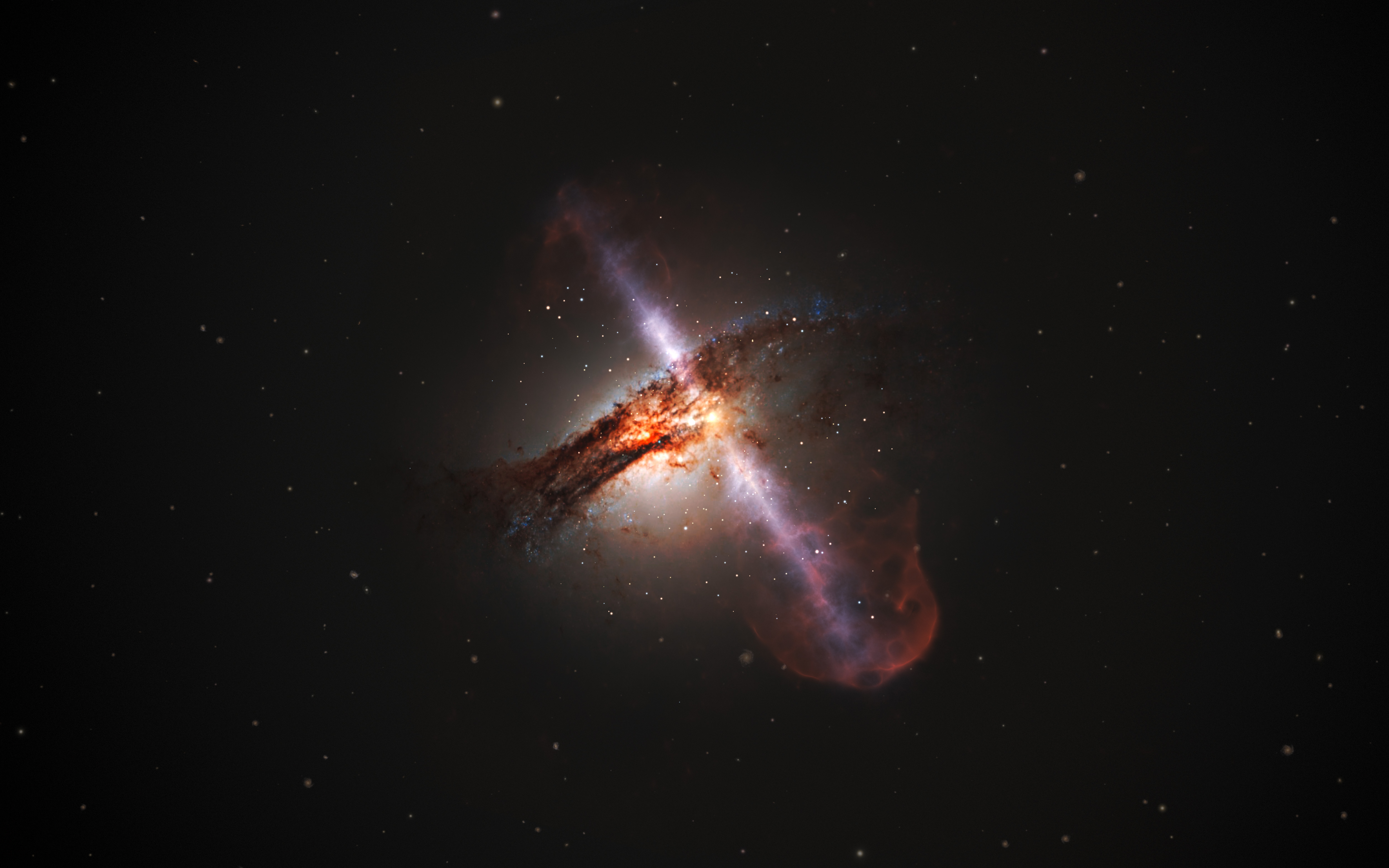
Artistieke impressie van een sterrenstelsel waar gigantische jets uitstralen van een superzwaar zwart gat.

Een ander theoretisch model voor de vorming van een superzwaar zwart gat is dat een hele dichtbevolkte sterrenhoop een implosie aan de kern ondervindt en dat de negatieve hittecapaciteit de kern van het systeem drijft in een toestand van relativistische snelheden. De herkomst van superzware zwarte gaten kan ook verklaard worden door aan te nemen dat ze reeds bestaan sinds de oerknal en tijdens deze extreme omstandigheden op bijzondere manieren zijn gevormd.
Een van de uitdagingen in het verklaren van de vorming van een superzwaar zwart gat ligt erin dat er voldoende materie moet zijn in een klein genoeg volume. Deze materie zal een gering impulsmoment moeten hebben. Normaal gesproken omvat het proces van een accretieschijf het transport van een grote initiële begiftiging van buitenwaarts gekeerd impulsmoment. Dit lijkt de limiterende factor voor de groei van zwarte gaten te zijn. De accretie van gassen is de meest efficiënte en ook de meest opvallende manier waarop zwarte gaten groeien. Het leeuwendeel van massatoename van superzware zwarte gaten wordt verondersteld plaats te vinden door perioden van snelle gasaccretie, die observeerbaar zijn als actieve sterrenstelsels of quasars. Uit waarnemingen blijkt dat quasars in het verleden veel vaker voorkwamen dan nu, waaruit men afleid dat superzware zwarte gaten vroeg in de geschiedenis gevormd werden en groeiden. Een beperkende factor voor de theorieën voor de vorming van superzware zwarte gaten is de observatie van verafgelegen lichtsterke quasars die aangeven dat deze reeds gevormd zijn toen het universum slechts één miljard jaar oud was.

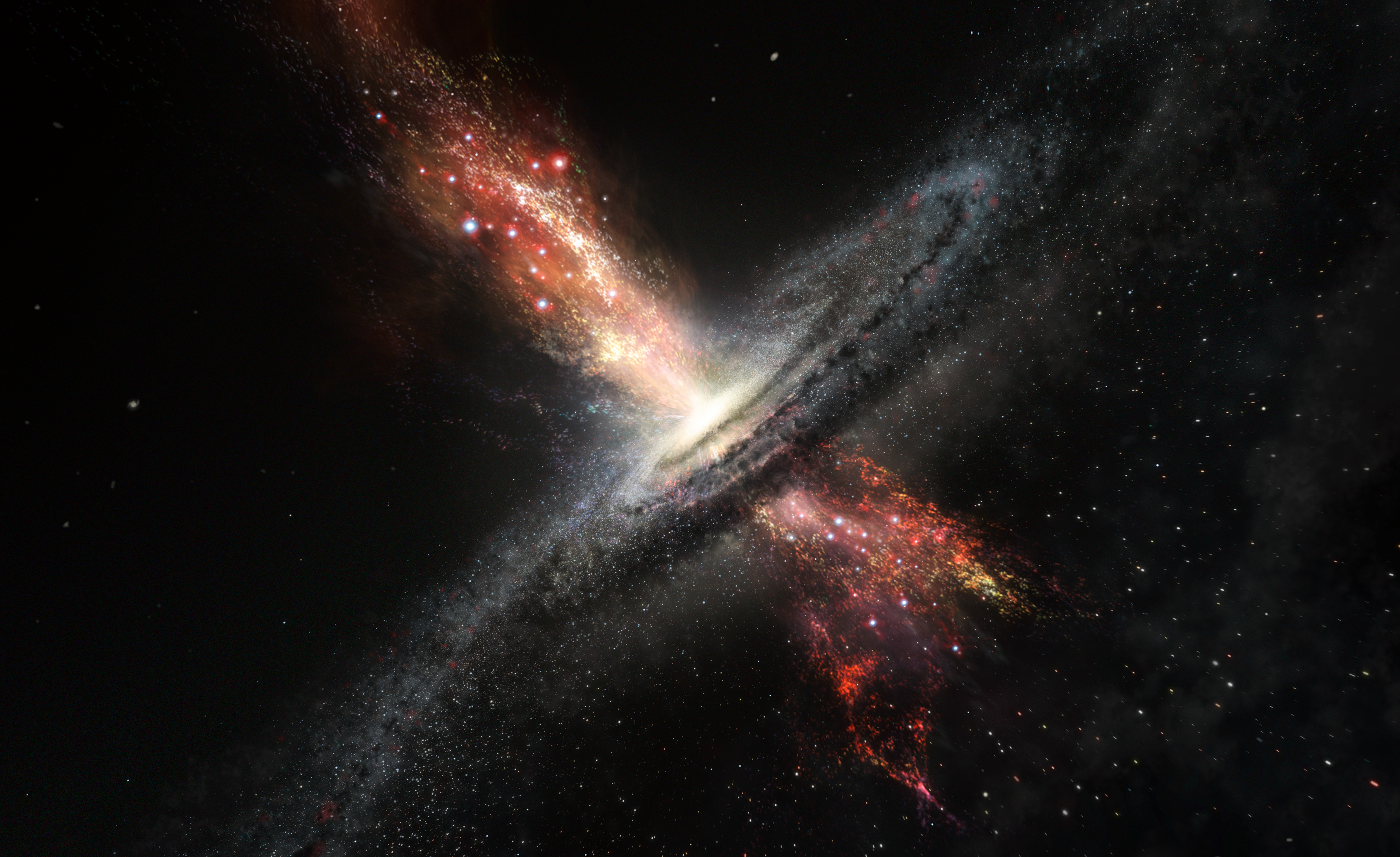
Artistieke impressie van stergeboorten in de uitstoot van materie van een superzwaar zwart gat.

Er is een groot gat in de geobserveerde massadistributie van zwarte gaten. Als deze van imploderende sterren zouden komen zou de massa tussen de 5 en 80 zonsmassa moeten liggen. Echter is het kleinste gevonden superzware zwarte gat zo'n honderdduizend zonsmassa. Dit verschil suggereert een ander en onbekend vormingsproces. Er zijn wel theorieën over het bestaan van middelzware zwarte gaten die dit gat kunnen innemen. Sommige voorspellingsmodellen schrijven de onverklaarde ultralumineuze röntgenbronnen toe aan middelzware zwarte gaten.
Er is een maximum gesteld aan hoe groot een superzwaar zwart gat kan worden. De theoretische massalimiet is zo'n 66 miljard zonsmassa, omdat nog zwaarder zou betekenen dat de groei van het zwarte gat te traag zou verlopen (deze traagheid wordt verondersteld te beginnen bij 10 miljard zonsmassa) omdat de accretieschijf sterren zal beginnen te vormen in plaats van massa toe te voegen aan het object.

## Activiteit
De zwaartekracht van superzware zwarte gaten in het centrum van sterrenstelsels wordt verondersteld de drijvende kracht te zijn achter actieve objecten zoals seyfert-stelsels en quasars. Een actief sterrenstelsel wordt gedefinieerd als een superzwaar zwart gat in het centrum van een sterrenstelsel, waar accretie van materie plaats vindt en hierdoor een voldoende krachtige lichtkracht vertoont. Het centrale deel van de Melkweg, bijvoorbeeld, produceert onvoldoende lichtkracht om te kwalificeren. Het universele model voor een actief sterrenstelsel is zo gemaakt dat het slechts aan een paar eigenschappen hoeft te voldoen, bestaand uit de hoek van de accretieschijf ten opzichte van de waarneming en voldoende lichtkracht.

## Bewijsmateriaal

### Dopplereffect metingen

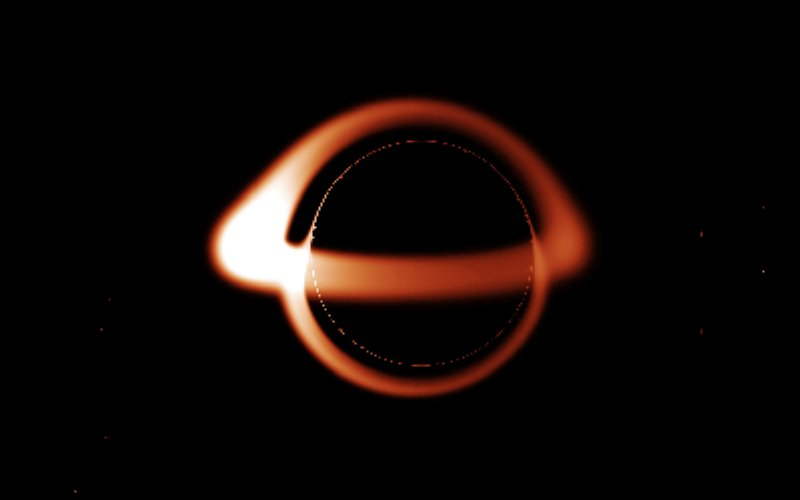
Een simulatie van een zijaanzicht van een zwart gat met een doorzichtige toroïdale ring van geïoniseerde materie van een voorgesteld model voor Sagittarius A*. Hier is het resultaat van het buigen van licht van achter het zwarte gat te zien. Ook toont het de asymmetrie veroorzaakt door het dopplereffect van de extreem hoge snelheid van de materie in de ring.

Een van de beste bewijsstukken voor de aanwezigheid van zwarte gaten wordt geleverd door het dopplereffect bij observaties van materie in een omloopbaan van het gat. Wanneer dit van de waarnemer af beweegt ziet men een roodverschuiving en naar de waarnemer toe een blauwverschuiving. Materie dat zich zeer dicht op een zwart gat bevindt moet een omloopsnelheid hebben van bijna de lichtsnelheid. Verder weg bewegende materie is zodoende veel minder lichtsterk dan aankomende materie, wat betekent dat zo'n systeem, met een intrinsiek symmetrisch geheel, een zeer asymmetrisch visueel beeld geeft. Met dit effect wordt rekening gehouden in moderne computermodellen zoals in de afbeelding hiernaast, gebaseerd op een plausibel model voor Sagittarius A* in het centrum van ons eigen sterrenstelsel. Helaas is de moderne haalbare resolutie met telescopen nog niet voldoende om deze voorspellingen direct te kunnen verifiëren.
Wat al wel direct is geobserveerd in veel stelsels zijn de lagere, niet-relativistische snelheden van materie met een grotere omloopbaan om wat men aanneemt zwarte gaten zijn. Directe doppler-metingen van een watermasers rondom de kernen van nabije actieve sterrenstelsels onthulden een zeer snelle beweging naar de wet van Kepler, wat alleen mogelijk is met een zeer hoge concentratie van materie in het centrum. Alleen zwarte gaten kunnen materie zo geconcentreerd krijgen, volgens de huidige opvattingen.

### De Melkweg

Afgeleide omloopbanen van zes sterren rond superzwaar zwart gat kandidaat Sagittarius A* in het centrum van de Melkweg.

Astronomen zijn sterk overtuigd dat de Melkweg een superzwaar zwart gat in het centrum heeft, 26 duizend lichtjaar van het zonnestelsel vandaan, in een gebied genaamd Sagittarius A* omdat:
- De ster S2 een elliptische omloopbaan met een omlooptijd van 15,2 jaar en een periapsis (kleinste afstand) van 17 lichtuur (1,8 × 1013 meter of 120 AE) van de kern van een centraal object.
- Van de beweging van de ster S2 kan de massa van het object worden geschat op zo'n 4.1 miljoen zonsmassa oftewel ongeveer 8,2 × 1036 kilogram. Voor het werk aan onder andere deze ster ontving Andrea Ghez de nobelprijs voor de Natuurkunde in 2020.
- De straal van het centrale object moet minder zijn dan 17 lichtuur, anders zou S2 ermee in botsing geraken. De observaties van ster S14 geven aan dat de straal niet meer dan 6,25 lichtuur is, ongeveer de grootte van de omloopbaan van Uranus.
- Het enige hemellichaam dat een massa van 4,1 miljoen zonsmassa in zo'n compact gebied kan hebben is een zwart gat.

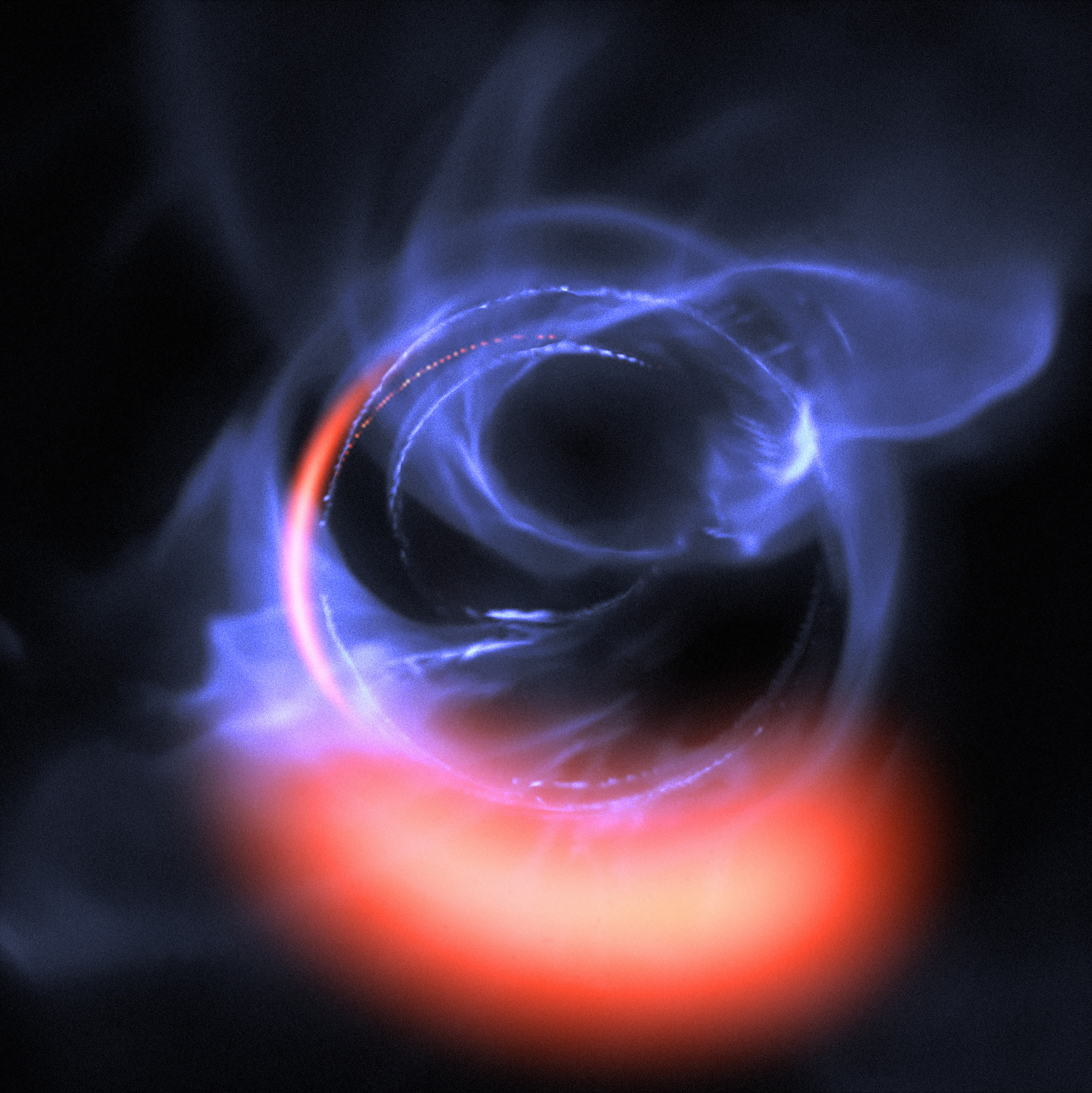
Weergave van de waargenomen infraroodstraling rondom Sagittarius A.

Observaties in oktober 2018 in infrarode golflengten van een heldere vlamachtige activiteit nabij Sagittarius A* vertoonden een beweging van plasma in een omloopbaan, met een omlooptijd van ongeveer 45 minuten. Deze emissie kwam overeen met die van een circulaire omloop van een accretieschijf in een sterk magnetisch veld. De materie vertoonde een omloopsnelheid van 30% van de lichtsnelheid in de binnenste omloopbaan.

### Buiten de Melkweg

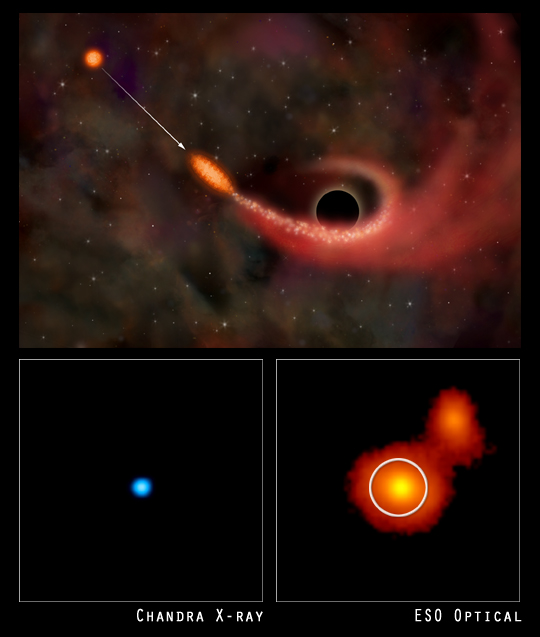
Artistieke impressie van een superzwaar zwart gat dat een ster uiteenrijt. Onder: Een superzwaar zwart gat dat een ster opslokt in sterrenstelsel RX J1242-11 waarnemingsgebied röntgen (links) en visueel (rechts).

Ondubbelzinnig dynamisch bewijs voor een superzwaar zwart gat vond men slechts in een handjevol sterrenstelsels. Dit waren o.a. de Melkweg, de sterrenstelsels M31 of Andromeda en M32 uit de Lokale Groep en een paar stelsels buiten de Lokale groep zoals NGC 4395. In deze sterrenstelsels zijn er snelheden van gas en materie waargenomen die toenemen naar het centrale punt, wat een centrale massa suggereert. In alle andere sterrenstelsels die tot nu toe geobserveerd zijn, zijn deze snelheden niet toenemend of zelfs afnemend, waardoor men onmogelijk bewezen kan achten dat er een zwart gat ligt. Desondanks wordt het alom verondersteld dat er in elk sterrenstelsel een centraal zwart gat zit. De reden hiervoor is de bewezen M-sigma relatie, een verband, gevonden tussen de gemeten snelheden van sterren in de bulge en massa van het centrale zwarte gat. Hoewel deze relatie slechts in ongeveer 10 sterrenstelsels is vastgesteld, suggereert dit voor astronomen ook een sterk verband tussen de formatie van een zwart gat en de aard van het bijbehorende sterrenstelsel.

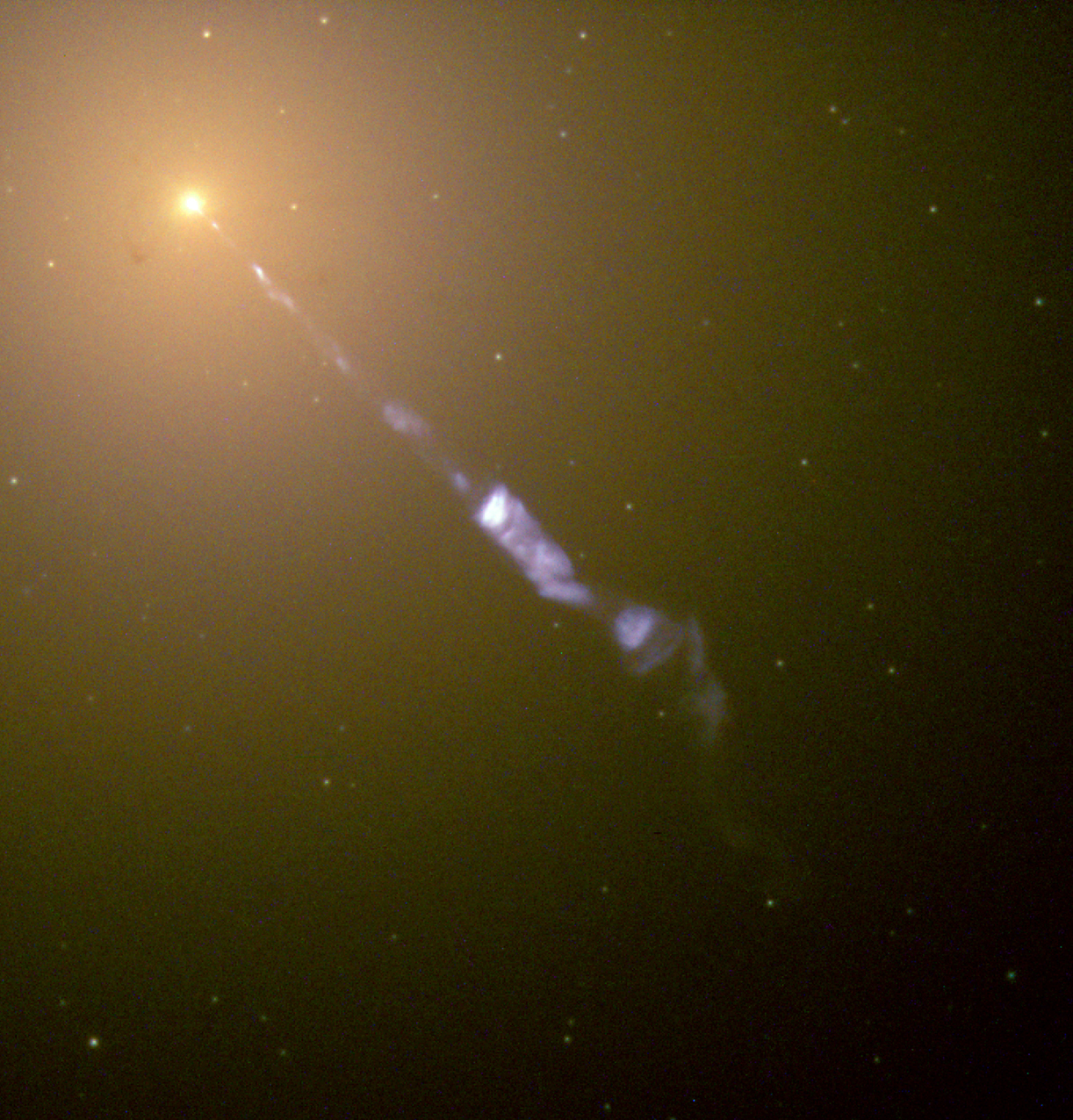
Een foto van de ruimtetelescoop Hubble van een 4.400 lichtjaar lange kosmische jet van stelsel Messier 87, wat bestaat uit materie dat uitgestraald wordt door een superzwaar zwart gat van (6,4-7,2) × 10^{9} M_{☉} in het centrale deel.

Het nabij gelegen Andromedastelsel, op slechts 2,5 miljoen lichtjaar afstand, bevat een centraal superzwaar zwart gat van (1,1-2,3) × 108 M☉, een flink stuk groter dan dat van de Melkweg. Het meest massieve superzware zwarte gat in de buurt van de Melkweg is naar alle waarschijnlijkheid die van Messier 87 met een geschatte massa van (6,4-7,2) × 109 M☉ op een afstand van 53,5 miljoen lichtjaar. Het gigantische elliptische sterrenstelsel NGC 4889, welke in het sterrenbeeld Hoofdhaar op een afstand ligt van 336 miljoen lichtjaar, heeft een superzwaar zwart gat van 2,1 × 1010 M☉ (21 miljard zonsmassa).
De massabepaling van het zwarte gat in een quasar wordt benaderd via indirecte methoden die gebonden zijn aan substantiële onzekerheid. De quasar TON 618 is een goed voorbeeld van een hemellichaam met een extreem groot superzwaar zwart gat, geschat op 6,6 × 1010 M☉ (66 miljard zonsmassa) met een roodverschuiving van 2,219. Andere voorbeelden van quasars met grote gigantische zwarte gaten zijn de hyperlumineuze quasar APM 08279+5255 met een geschatte massa van 2,3 × 1010 M☉ (23 miljard zonsmassa) en de quasar S5 0014+81 met een geschatte massa van 4,0 × 1010 M☉ (40 miljard zonsmassa), oftewel tienduizend keer zo massief als Sagittarius A in het galactisch centrum.
Sommige sterrenstelsels, zoals het stelsel 4C +37.11, hebben klaarblijkelijk twee superzware zwarte gaten in hun centrum. Als ze tot botsing komen zouden hier sterke zwaartekrachtgolven bij vrij komen. Meerdere zwarte gaten in een enkel sterrenstelsel wordt veronderstelt het resultaat te zijn van het samensmelten van sterrenstelsels. De twee zwarte gaten in sterrenstelsel OJ 287, op 3,5 miljard lichtjaar afstand, bevat de grootste bekende totale massa van 18 miljard zonsmassa. In 2011 is een superzwaar zwart gat ontdekt in het dwergsterrenstelsel Henize 2-10, wat geen bulge heeft. Wat deze ontdekking precies betekent voor ons begrip van het vormingsproces van zwarte gaten is nog niet bekend, maar het zou kunnen zijn dat zwarte gaten vóór de bulge ontstaan.
Op 28 maart 2011 is het uiteenrijten van een middelgrote ster door een superzwaar zwart gat geobserveerd. Dat is de enige plausibele verklaring voor de waarnemingen op die dag van plotselinge röntgenstraling en de daaropvolgende breedband metingen. De bron was een voorheen inactief sterrenstelsel en uit de metingen van de uitbarsting blijkt dat het gaat om een superzwaar zwart gat in de orde van grootte van een miljoen zonsmassa. Deze zeldzame gebeurtenis wordt aangenomen een kosmische jet met een significante proportie van de lichtsnelheid te zijn, veroorzaakt door een ster die door het getijdenveld van het zwarte gat kapot wordt getrokken. Verwachting is dat hierbij een groot deel van een zonsmassa van materie via een accretieproces aan het zwarte gat toegevoegd is. Waarnemingen op de lange termijn van de kosmische jet kunnen bijdragen om te bepalen of dit klopt.
In 2012 rapporteerden astronomen een ongewoon grote massa van plusminus 17 miljard zonsmassa van het superzware zwarte gat in het compacte lensvormig sterrenstelsel NGC 1277. Het bevindt zich 220 miljoen lichtjaar ver weg in het sterrenbeeld Perseus. Dit vermeende zwarte gat bevat 59% van de totale massa van de bulge en 14% van de totale massa van het sterrenstelsel. Een andere studie trok dit echter later weer in twijfel. Op 28 februari 2013 zijn astronomen erin geslaagd met behulp van de NuSTAR satelliet de vermoedelijke spin van een superzwaar zwart gat voor het eerst te meten. Het gaat om die in NGC 1365 en de ontdekking was een spin van de waarnemingshorizon met bijna de lichtsnelheid.

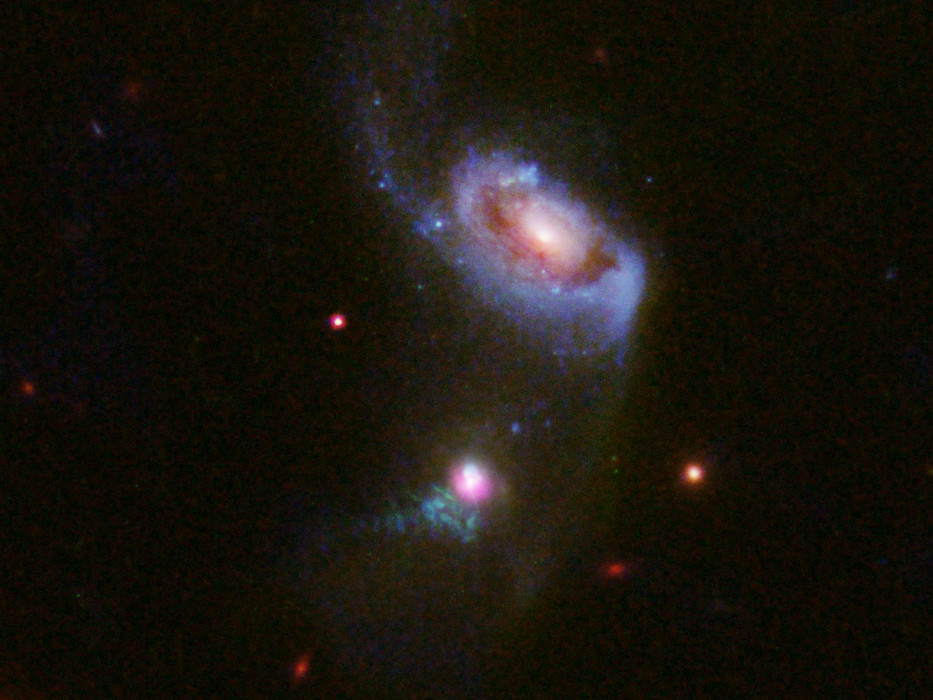
Opname van de Hubble met een superzwaar zwart gat dat materie heeft uitgestoten.

In september 2014 onthulde men met behulp van gegevens verzameld met verschillende röntgensatellieten, dat het extreem kleine en compacte dwergsterrenstelsel M60-UCD1 een superzwaar zwart gat bevat van 20 miljoen zonnemassa. Dit is meer dan 10% van de totale massa van het stelsel. Dit was verrassend omdat het zwarte gat vijf keer zo groot is als die van de Melkweg terwijl het stelsel minder dan vijfduizendste van de massa heeft.
Weer andere sterrenstelsel hebben helemaal geen superzwaar zwart gat in het centrum. Alhoewel de meeste hiervan erg klein zijn, dwergsterrenstelsels, bleek er eentje mysterieus te zijn: het gigantische elliptische sterrenstelsel A2261-BCG. Ondanks de enorme omvang ervan, tien keer zo groot en duizend keer de massa van de Melkweg, bevat het verrassend genoeg geen superzwaar zwart gat. Het is wel zo dat superzware zwarte gaten alleen zichtbaar zijn tijdens een accretieproces, of dat ze opvallen bij het bestuderen van de omloopbanen van nabije sterren.
In december 2017 rapporteerden astronomen de vondst van de meest verafgelegen quasar die tot nu toe bekend is, ULAS J1342+0928, met een roodverschuiving van z = 7,54 en 8 × 108 zonsmassa. Dit betekent dat de quasar bestaan heeft toen het heelal slechts 690 miljoen jaar oud was.

## Hawkingstraling
Hawkingstraling is straling van een zwart lichaam dat voorspeld is te worden uitgestraald door zwarte gaten, vanwege de kwantumeffecten nabij de waarnemingshorizon. De straling zal de totale massa en energie van zwarte gaten doen afnemen, waardoor ze krimpen en uiteindelijk verdwijnen. Volgens deze theorie zou een superzwaar zwart gat van 10 × 1011 zonsmassa uiteindelijk verdampen na 2 × 10100 jaar.